# John B. Clymer
Pour les articles homonymes, voir Clymer.
John B. Clymer (né le 6 mars 1887 et mort le 24 mai 1937 à Hollywood en Californie) est un scénariste américain.

## Filmographie
- 1915 : The Supreme Impulse de Lucius Henderson (court métrage)
- 1916 : The Drifter de Richard Garrick
- 1916 : Ashes of Embers d'Edward José et Joseph Kaufman
- 1917 : Une flétrissure (On Record) de Robert Z. Leonard
- 1917 : The Hash House Mystery de Harry Myers (court métrage)
- 1918 : Everywoman's Husband de Gilbert P. Hamilton
- 1918 : Beans de John Francis Dillon
- 1918 : The Silent Mystery de Francis Ford[1]
- 1919 : The Mystery of 13 de Francis Ford
- 1919 : Par amour (The Lightning Raider) de George B. Seitz
- 1919 : Petit Patron (The Little Boss) de David Smith
- 1919 : Un délicieux petit diable (The Delicious Little Devil) de Robert Z. Leonard
- 1919 : The Blinding Trail de Paul Powell
- 1919 : Dolly (What Am I Bid?) de Robert Z. Leonard
- 1919 : La Piste de l'éparvier (The Hawk's Trail) de W. S. Van Dyke
- 1920 : Sous le masque d'amour (The Riddle: Woman) d'Edward José
- 1921 : The Hope Diamond Mystery de Stuart Paton
- 1922 : According to Hoyle (en) de W. S. Van Dyke
- 1922 : Unconquered Woman de Marcel Perez
- 1922 : L'Enfant sacrifiée (Forget Me Not) de W. S. Van Dyke
- 1923 : Desire de Rowland V. Lee
- 1925 : Duped de J. P. McGowan
- 1927 : The Lone Eagle d'Emory Johnson
- 1927 : The Small Bachelor de William A. Seiter
- 1928 : Buck Privates de Melville W. Brown
- 1928 : The Wild West Show de Del Andrews
- 1928 : Phyllis of the Follies d'Ernst Laemmle
- 1928 : Un cœur à la traîne (Anybody Here Seen Kelly?) de William Wyler
- 1929 : College Love de Nat Ross
- 1929 : Le Piège d'amour (The Love Trap) de William Wyler
- 1931 : Orages (A House Divided) de William Wyler